# Villeneuve-lès-Avignon
Villeneuve-lès-Avignon este o comună în departamentul Gard din sudul Franței. În 2009 avea o populație de 12.463 de locuitori.

## Evoluția populației
| An        | 1975  | 1982  | 1990   | 1999   | 2006   | 2009   |
| --------- | ----- | ----- | ------ | ------ | ------ | ------ |
| Populație | 8.540 | 9.282 | 10.730 | 11.791 | 12.471 | 12.463 |